# Jacob Abels
Jacobus Theodorus „Jacob” Abels (n. 1 septembrie 1803, Amsterdam, Republica Batavă – d. 18 iunie 1866, Abcoude, Utrecht, Țările de Jos) a fost un pictor neerlandez.

## Biografie
Abels s-a născut în Amsterdam în anul 1803. A fost elev al pictorului de animale Jan Van Ravenswaay. În anul 1826, Abels a vizitat Germania și la întoarcere s-a stabilit la Haga. Soția lui a fost fiica lui P.G. Os. Între 1849 și 1853 a locuit în Haarlem și mai târziu s-a mutat la Arnhem.
S-a remarcat pentru picturile sale de peisaje cu lumina Lunii. Muzeul din Haarlem are câteva lucrări realizate de el.
Abels a murit la Abcoude la 11 iunie 1866.